# Облога Лейдена
Облога Лейдена — облога іспанськими військами в 1573—1574 роках голландського бунтівного міста Лейден в рамках Вісімдесятирічної війни і англо-іспанської війни. Облога не вдалася, і місто було успішно звільнено в жовтні 1574 року.

## Передісторія
До 1572 року більшість округів Голландії та Зеландії були зайняті голландськими повстанцями, які прагнули позбутися іспанського панування. Генерал-губернатор Нідерландів герцог Альба намагався зломити опір голландців і використовував Амстердам в якості плацдарму, так як це місто було єдине в графстві Голландія, що зберіг вірність іспанській короні. Зростанню антиіспанських настроїв сприяла жорстокість іспанських солдатів при взятті ними Нардена і облозі Гарлема.
Після взяття іспанцями Гарлема в результаті семимісячної облоги графство Голландія виявилося розділене на дві частини. Альба спробував завоювати Алкмар на півночі, але місто витримало іспанську атаку. Тоді Альба послав свого офіцера Франсіско де Вальдеса на південь для атаки Лейдена. Але вже досить скоро Альба зрозумів, що не в змозі придушити повстання так швидко, як він збирався, і просив короля про свою відставку. У грудні відставка була прийнята, і новим генерал-губернатором був призначений менш одіозний Луїс де Суньїга-і-Рекесенс.

## Перша облога
До початку облоги в жовтні 1573 року Лейден мав великі запаси продовольства. Облога стала для іспанців важким випробуванням: грунт був занадто пухким для ведення підкопу, і міські оборонні споруди не вдалося пошкодити. Захищала Лейден повстанська армія, що складалася з голландських, англійських і шотландських військ, а також загонів французьких гугенотів. Лідер голландських повстанців, Вільгельм I Оранський, спробував врятувати Лейден, відправивши армію в Нідерланди. У квітні 1574 року Вальдес перервав облогу для відбиття атаки голландської армії, але Санчо де Авіла першим наздогнав голландців і розбив їх військо в битві при Моці.

## Друга облога
Армія Вальдеса повернулася для продовження облоги 26 травня 1574 року. Місто, як здавалося, ось-ось впаде: запаси вичерпувалися, повстанська армія була розбита, а бунтівна територія була дуже мала в порівнянні з величезною іспанською імперією.
Вільгельм I Оранський, однак, був сповнений рішучості врятувати місто. Тому він послав поштового голуба в місто з запискою, в якій просив городян протриматися ще три місяці. Щоб виконати обіцянку, Вільгельм Оранський збирався підірвати дамби і затопити рівнину поблизу міста (таким же чином був врятований Алкмар), щоб надіслати до стін Лейдена флот. Однак в такому випадку збиток навколишньої сільської місцевості був би величезним, і тому населення області чинило опір прориву гребель. Зрештою Вільгельм I Оранський домігся свого, і 3 серпня дамби були відкриті. Для прориву облоги був зібраний флот з двохсот малих суден і великий запас провізії. Однак незабаром після того, як дамби були відкриті, Вільгельм Оранський — натхненник всієї операції — зліг з гарячкою, і зняття облоги було відкладено. Крім того, затоплення околиць зайняло більше часу, ніж очікувалося, оскільки вітер виявився несприятливим.

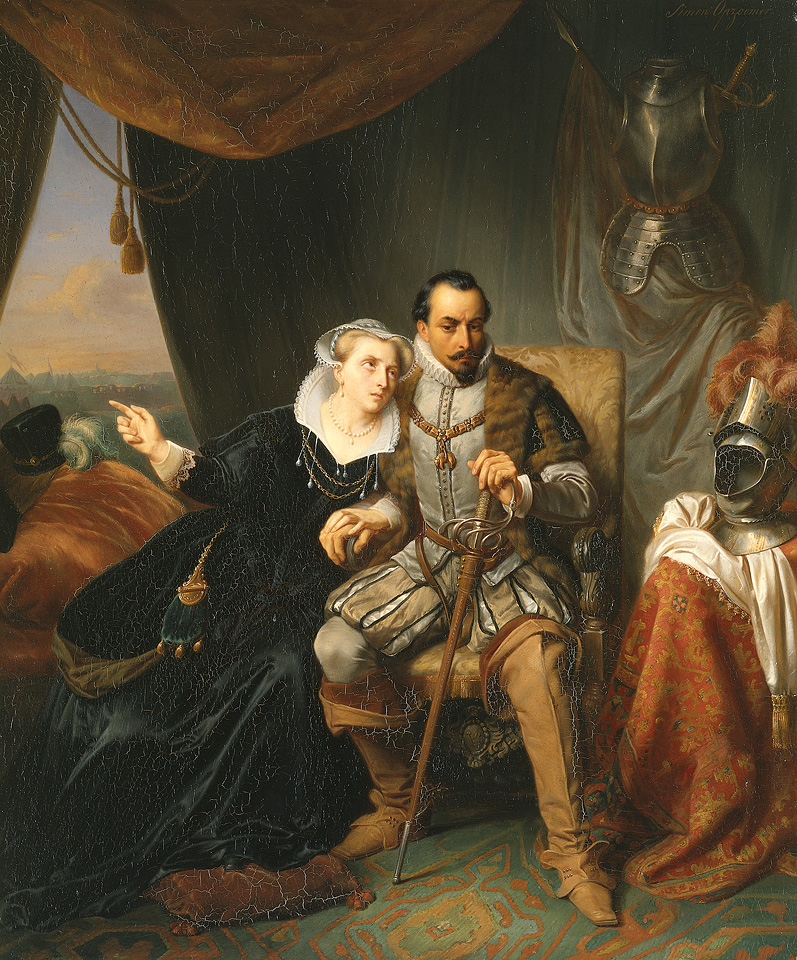
Магдалена Монс і Франсіско де Вальдес. Магдалена Монс вважається рятівницею Лейдена.

21 серпня жителі Лейдена направили послання Вільгельму, в якому заявили, що вони, як і обіцяли, протрималися три місяці — два з продовольством і один без нього. Вільгельм надіслав відповідь, повідомивши, що дамби підірвані, і порятунок прийде найближчим часом.
Проте, тільки в перший день вересня, коли Вільгельм оговтався від хвороби, експедиція відновилася. Більше 15 миль відділяло повстанський флот від Лейдена, 10 з них вдалося пройти без праці. 10 вересня флот підійшов до вцілілої і утримуваної іспанцями греблі, що перекрила йому шлях. Голландці відразу захопили греблю в ході нічного нападу. Наступного ранку іспанці контратакували, але були відбиті з втратою кількох сотень солдатів. Гребля була підірвана, і голландський флот підійшов до Лейдена.
Однак ще один бар'єр перегороджував повстанцям шлях. Іспанцям вдалося відновити одну з дамб, через що єдиний шляхом до Лейдену для голландців залишався канал, що вів до озера Зутермер. Цей канал ретельно охороняється 3000 іспанців, і повстанці не змогли взяти канал під свій контроль. Незабаром вода стала йти, і більшість голландських кораблів сіли на мілину.
Тим часом, в місті жителі зажадали капітуляції, побачивши голландські Кораблі на мілині. Але мер Петер ван дер Верфф надихнув своїх співгромадян триматися, заявивши, що готовий відрубати свою руку і нагодувати нею голодних. Тисячі жителів померли від голоду, проте інші трималися, вважаючи, що іспанці, увійшовши в місто, вб'ють всіх, як це сталося в
Нардені.
Тільки 1 жовтня вітер змінився на західний, вода стала прибувати, і флот повстанців знову підняв вітрила. Тепер тільки два форти перекривали голландцям шлях до міста — Зутервуде і Ламмен, — обидва мали сильний гарнізон. Гарнізон Зутервуде, однак, кинув форт, лише заздривши голландський флот. У ніч з 2 на 3 жовтня іспанці залишили і форт Ламмен, знявши тим самим облогу Лейдена. За іронією долі в ту ж ніч частина стіни Лейдена, підмитої морською водою, звалилася, залишивши місто беззахисним. Наступного дня обоз повстанців увійшов до міста, роздаючи жителям оселедець і білий хліб.

## Наслідки
У 1575 році іспанська скарбниця вичерпалася, солдати перестали отримувати платню і збунтувалися. Після розграбування Антверпена всі Нідерланди повстали проти Іспанії. Лейден знову був у безпеці.
3 жовтня в Лейдені проходить щорічний фестиваль в пам'ять про зняття облоги в 1574 році. Муніципалітет традиційно в цей день роздає безкоштовний оселедець і білий хліб жителям міста.